# Guimarães
Guimarães (wym. [ɡimɐˈɾɐ̃jʃ]) – miasto w Portugalii, leżąca w dystrykcie Braga, w regionie Północ w podregionie Ave. Jest siedzibą gminy o tej samej nazwie. 

## Historia
Miasto zostało założone przez Vimarę Peresa – pierwszego hrabiego Portucale i nazwane od jego imienia Vimaranis, obecnie Guimarães. Było pierwszą stolicą hrabstwa, pełniąc ważną funkcję w pierwszym okresie państwowości portugalskiej. Zwane kolebką Portugalii (port. O Berço da Nação Portuguesa). Tu urodził się pierwszy król Portugalii Alfons I. W XII wieku rozpoczęła się tu także rekonkwista – walki o wypędzenie Maurów z Półwyspu Iberyjskiego. Nawet po przeniesieniu stolicy do Coimbry w 1143 roku miasto nie przeżyło upadku i do dziś zachowało się tu wiele średniowiecznych budowli.
Historyczne centrum Guimarães – w 2001 roku wpisane na listę światowego dziedzictwa UNESCO – to skupisko placów i wąskich, brukowanych uliczek. Znajduje się tu wiele średniowiecznych kościołów i klasztorów – m.in. Kościół Matki Boskiej Oliwnej (Igreja de Nossa Senhora da Oliviera) oraz pełniący dziś także funkcję ratusza Klasztor św. Klary (Convento de Santa Clara). Na północnych obrzeżach Starego Miasta wznosi się zamek z X wieku.
Zamek był pierwotnie twierdzą, chroniącą mieszkańców miasta przed atakami Maurów i Normanów. W XII wieku – po rozbudowie przez Alfonsa I Zdobywcę – była to pierwsza siedziba portugalskich królów. Poniżej zamku znajduje się Kaplica św. Michała (Capela de São Miguel) oraz pałac książęcy Paço dos Duques de Bragança z XV wieku – dawna siedziba rodu Bragança.
Dziś Guimarães – ze względu na bogactwo zabytków i atmosferę starego, średniowiecznego miasta – pełni także rolę ważnego ośrodka turystycznego. Swoją siedzibę ma tu ponadto pierwszoligowy klub piłkarski Vitória SC.

## Demografia
| Liczba ludności gminy Guimarães (1801–2011) | Liczba ludności gminy Guimarães (1801–2011) | Liczba ludności gminy Guimarães (1801–2011) | Liczba ludności gminy Guimarães (1801–2011) | Liczba ludności gminy Guimarães (1801–2011) | Liczba ludności gminy Guimarães (1801–2011) | Liczba ludności gminy Guimarães (1801–2011) | Liczba ludności gminy Guimarães (1801–2011) | Liczba ludności gminy Guimarães (1801–2011) | Liczba ludności gminy Guimarães (1801–2011) |
| ------------------------------------------- | ------------------------------------------- | ------------------------------------------- | ------------------------------------------- | ------------------------------------------- | ------------------------------------------- | ------------------------------------------- | ------------------------------------------- | ------------------------------------------- | ------------------------------------------- |
| 1801                                        | 1849                                        | 1900                                        | 1930                                        | 1960                                        | 1981                                        | 1991                                        | 2001                                        | 2004                                        | 2011                                        |
| 47 465                                      | 46 619                                      | 54 910                                      | 65 417                                      | 116 272                                     | 146 959                                     | 157 589                                     | 159 576                                     | 161 876                                     | 158 124                                     |

## Sołectwa
Sołectwa gminy Guimarães (ludność wg stanu na 2011 r.):
- Aldão – 1293 osoby
- Arosa – 499 osób
- Atães – 1918 osób
- Azurém – 8348 osób
- Balazar – 440 osób
- Barco – 1510 osób
- Brito – 4939 osób
- Caldelas – 5723 osoby
- Calvos – 1082 osoby
- Castelões – 310 osób
- Conde – 1378 osób
- Corvite – 883 osoby
- Costa – 5155 osób
- Creixomil – 9641 osób
- Donim – 833 osoby
- Fermentões – 5707 osób
- Figueiredo – 436 osób
- Gandarela – 1074 osoby
- Gémeos – 442 osoby
- Gominhães – 511 osób
- Gonça – 1051 osób
- Gondar – 2868 osób
- Gondomar – 495 osób
- Guardizela – 2474 osoby
- Infantas – 1764 osoby
- Leitões – 568 osób
- Longos – 1372 osoby
- Lordelo – 4287 osób
- Mascotelos – 1631 osób
- Mesão Frio – 4173 osoby
- Moreira de Cónegos – 4853 osoby
- Nespereira – 2578 osób
- Oleiros – 462 osoby
- Oliveira do Castelo – 3265 osób
- Pencelo – 1258 osób
- Pinheiro – 1234 osoby
- Polvoreira – 3495 osób
- Ponte – 6610 osób
- Rendufe – 712 osób
- Ronfe – 4462 osoby
- Salvador – 980 osób
- Santa Eufémia – 1221 osób
- Santa Leocádia – 819 osób
- Santa Maria (Airão) – 1686 osób
- Santa Maria (Souto) – 771 osób
- Santiago – 2163 osoby
- Santo Estêvão – 1292 osoby
- Santo Tirso – 993 osoby
- São Clemente – 1695 osób
- São Cristóvão – 2380 osób
- São Faustino – 998 osób
- São João Baptista – 827 osób
- São Jorge – 5625 osób
- São Lourenço (Sande) – 1097 osób
- São Lourenço (Selho) – 1782 osoby
- São Martinho (Candoso) – 1340 osób
- São Martinho (Sande) – 2533 osoby
- São Paio – 2896 osób
- São Salvador – 830 osób
- São Sebastião – 1976 osób
- São Tomé – 2252 osoby
- São Torcato – 3373 osoby
- Serzedelo – 3680 osób
- Serzedo – 1202 osoby
- Silvares – 2282 osoby
- Tabuadelo – 1555 osób
- Urgezes – 5259 osób
- Vermil – 1144 osoby
- Vila Nova – 1739 osób

## Miasta partnerskie
- Plewen, Bułgaria
- Londrina, Brazylia
- Mé-Zóchi, Wyspy Świętego Tomasza i Książęca
- Brive-la-Gaillarde, Francja
- Igualada, Hiszpania
- Tacoronte, Hiszpania
- Rio de Janeiro, Brazylia
- Kaiserslautern, Niemcy
- Colonia del Sacramento, Urugwaj
- Compiègne, Francja
- Tourcoing, Francja
- Ribeira Grande de Santiago, Republika Zielonego Przylądka